# 45º Reggimento fanteria "Reggio"
Il 45º Reparto Comando e Supporti Tattici "Reggio"", già 45º Reggimento fanteria "Reggio"  è un'unità dell'Esercito Italiano. Il Reparto trova la sua origine nel Battaglione Volontari Modenesi costituito nel luglio 1859 con personale proveniente dall'Italia centrale e dal Veneto. Confluito nel 3º Reggimento Fanteria formò con il 4º la Brigata fanteria "Reggio".

## Storia
Il 1º luglio 1859 viene costituito in Modena un Battaglione Volontari Modenesi con personale affluito dall’Italia Centrale e con emigranti veneti; il 29 dello stesso mese, completati tre battaglioni, si forma il 3º Reggimento Fanteria che è in seguito unito al 4° per formare la Brigata fanteria "Reggio. Il 1º gennaio 1860 assume la denominazione di 45º Reggimento Fanteria (Brigata “Reggio”), e prende posto nell’ordine numerico progressivo dei reggimenti dell’Esercito Sardo nel quale viene incorporato il successivo 25 marzo. Sciolte le brigate permanenti, il 15 ottobre 1871 cambia nome in 45º Reggimento Fanteria “Reggio” e tale rimane fino al 2 gennaio 1881 quando, con il 46º Reggimento Fanteria "Reggio", ritorna nella ricostituita Brigata e riprende il nome di 45º Reggimento Fanteria (Brigata “Reggio”).
All’alba del Primo Conflitto Mondiale, il 45º Reggimento ha la propria sede nella città di Sassari ed alcuni tra i suoi migliori ufficiali vengono trasferiti a Tempio Pausania per dar vita al 152º Reggimento Fanteria della Brigata “Sassari”. Per la guerra del 15-18 il Reggimento è ordinato su tre battaglioni, ognuno dei quali con quattro compagnie fucilieri ed una sezione mitragliatrici. Si distingue sulle impervie vette delle Dolomiti, sul Col di Lana, sul Piave e sul Grappa, dove da continue brillanti prove di tenacia e saldezza e di elevato spirito di abnegazione, doti che faranno guadagnare al Reggimento la medaglia di bronzo al valor militare e, a tutta l’Arma di Fanteria, una Croce di Cavaliere dell’Ordine Militare di Savoia (successivamente Ordine Militare d’Italia).
Con l’attuazione della legge 11 marzo 1926 sull’ordinamento militare, assume la denominazione di 45º Reggimento Fanteria “Reggio”, rimanendo articolato su soltanto 2 battaglioni. A seguito della costituzione delle brigate su tre reggimenti, viene assegnato alla 30ª Brigata di Fanteria, unitamente al 46° “Reggio” ed al 59° “Calabria”. Nel 1934, il Reggimento passa alle dirette dipendenze del Comando Divisione “Caprera”. Partecipa alla campagna d’Etiopia nel 1935-36 concorrendo con 9 ufficiali e 171 soldati.
Nel febbraio del 1937 entra a far parte della 31ª Brigata, insieme al gemello 46º ed al 16º Reggimento Artiglieria per Divisioni di Fanteria e con tale grande unità partecipa al Secondo Conflitto Mondiale. Il Reggimento ha in organico Comando e Compagnia Comando, 3 battaglioni fucilieri, una compagnia mortai da 81 e una batteria di armi di accompagnamento. Essendo successivamente dislocato in Sardegna, fornisce personale alle unità impegnate nei vari fronti di guerra.
Dopo l’armistizio dell’8 settembre 1943, concorre a far sgomberare la Sardegna dai tedeschi, e rimane nell’isola fino al mese di novembre quando riceve l’ordine di trasferimento in Sicilia, dove svolge compiti di sicurezza.
Il 1º ottobre 1944 i suoi battaglioni formano i nuclei di tre reggimenti per la costituzione della Divisione per la Sicurezza Interna “Sabauda” ed in particolare, il 1º Battaglione più reparti di nuova formazione, assumono la denominazione di 45º Reggimento Sicurezza Interna “Sabauda”, ereditandone le tradizioni reggimentali.
Sciolta la divisione di fanteria e ricostituita la Brigata “Reggio”, l’unità riprenderà il nome di 45º Reggimento Fanteria “Reggio” e tale rimarrà fino allo scioglimento che avviene in data 15 giugno 1955.

### 45º Battaglione Fanteria "Arborea"
Il 1º febbraio 1977 si costituisce a Macomer il 45º Battaglione Fanteria “Arborea” che tramanda le tradizioni del 45º Reggimento e con decreto datato 14 marzo ne riceve anche la Bandiera di Guerra. Nel corso del 1992 partecipa all’Operazione “Forza Paris”, insieme ai reggimenti della Brigata “Sassari”.
Nell’ambito del riordinamento della Forza Armata, il battaglione perde la propria autonomia il 31 agosto del 1993 e dal 01 settembre è inquadrato quale 1º Battaglione del 45º Reggimento Fanteria “Reggio”, che si costituisce nella stessa città di Macomer.
Il 26 settembre del 2003 il Reggimento si scioglie in favore della ricostituzione del 5º reggimento genio guastatori nella stessa sede di Macomer.

### Reparto Comando e Supporti Tattici "Sassari"
Il 1º dicembre 1988 viene ricostituita in Sassari, nella Caserma ‘‘La Marmora’’, la Brigata Motorizzata “Sassari” nella quale confluiscono il 151º Battaglione Motorizzato “Sette Comuni” ed il 152º Battaglione Fanteria “Sassari”, ai quali si affianca successivamente anche il 45º Battaglione Fanteria “Arborea”. Per garantirne il sostegno logistico, la sicurezza ed il complesso sistema delle trasmissioni, viene creata una Compagnia Comando e Trasmissioni, le cui tradizioni risalgono alla Compagnia di Stato Maggiore che fu fondata, insieme alla Brigata stessa, alla vigilia della 1ª Guerra Mondiale, il 01 marzo 1915.
Il 1º novembre 1990 la Compagnia si modifica in Reparto Comando e Trasmissioni e dal 30 luglio dell’anno successivo prende il nome di Reparto Comando e Trasmissioni “Sassari”, ed è costituito da due compagnie (Compagnia Comando e Compagnia Trasmissioni).
Successivamente, il 1º aprile 1993 a seguito dell’acquisizione di una Compagnia Genio guastatori, assume la denominazione di Reparto Comando e Supporti Tattici “Sassari”.
Il 1º gennaio 2003 il Reparto cede la propria compagnia guastatori al neo costituito 5º Reggimento Genio guastatori, mantenendo la precedente denominazione e assumendo la seguente fisionomia:
•         un Comando di Reparto, su tre Sezioni (Maggiorità e Personale, OAI e Logistica);
•         una Compagnia Comando e Supporto Logistico;
•         una Compagnia Trasmissioni.
Dal mese di novembre 2013 la sede del Reparto è la Caserma ‘‘Gonzaga’’, in Via Carlo Felice 7, sede anche del 152º Reggimento fanteria ‘‘Sassari’’.

### 45º Reparto Comando e Supporti Tattici "Reggio"
Il 01 ottobre 2022, a seguito della disposizione di cambio di denominazione dei RCST inquadrati nelle Brigate e nelle Divisioni, inviata dallo Stato Maggiore Esercito, il RCST ‘‘Sassari’’ è diventato 45º Reparto Comando e Supporti Tattici “Reggio”, ed il 04 ottobre 2022, alla presenza delle autorità civili, religiose e militari della Città di Sassari e del Nord Sardegna, delle associazioni combattentistiche e d’arma e del personale che, nel passato, ha avuto l’onore di servire lo storico vessillo, la Bandiera di Guerra del 45º Reggimento “Reggio”, consegnata al Sacrario delle Bandiere delle Forze Armate presso il Vittoriano dall’ultimo comandante nel 2003, è stata affidata al Reparto Comando e Supporti Tattici “Sassari” che, oltre a cambiare denominazione, ne ha ereditato i colori e le tradizioni, rimanendo alle dipendenze dirette del Comando Brigata “Sassari”.

## Stemma Araldico

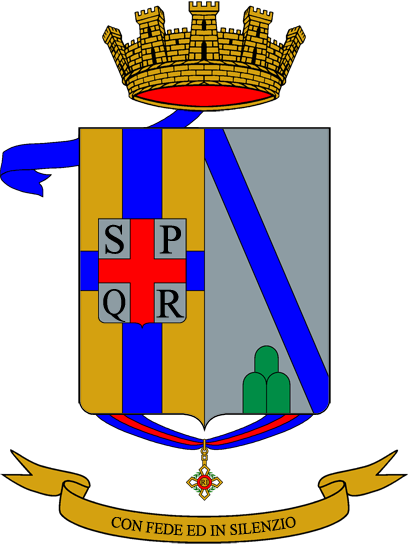
Stemma Araldico del 45º Reparto Comando e Supporti Tattici "Reggio"

SCUDO: (appuntato) di forma sannitico, partito; il primo d’oro, alla croce d’azzurro caricata in cuore da uno scudetto d’argento alla croce di rosso, accantonata dalle lettere S.P.Q.R. romane di nero; il secondo d’argento, ai monti all’italiana (tre) alla banda di azzurro.
CORONA TURRITA: sormonta lo scudo ed è formata da un cerchio, rosso all'interno, con due cordonate a muro sui margini, sostenente otto torri (cinque visibili). Le torri hanno foggia rettangolare e dieci merli alla guelfa (di cui quattro angolari), sono munite di una porta e di una sola finestra e sono riunite da cortine di muro, ciascuna finestrata di uno. Il tutto è d’oro e murato di nero.
ORNAMENTI:
-              Lista bifida: d’oro, svolazzante, collocata sotto la punta dello scudo, incurvata con le concavità rivolta verso l’alto, riportante il motto del Reparto in caratteri maiuscoli, lapidari romani e di nero: ‘‘CON FEDE ED IN SILENZIO’’
-              Onorificenza: accollata alla punta dello scudo con l’insegna pendente al centro del nastro con i colori azzurro e rosso della stessa (Ordine Militare d’Italia);
-              Nastro Rappresentativo della Ricompensa al Valore: annodato nella parte centrale non visibile della corona turrita, scendente svolazzante in sbarra dal punto predetto, passando dietro la parte superiore dello scudo (Medaglia di Bronzo al Valor Militare).
BLASONATURA
La parte sinistra rappresenta le origini, con lo stemma della città di Modena dai cui battaglioni di volontari trae origine il Reparto, con al centro la riproduzione dello stemma della città di Reggio Emilia, da cui eredita il nome.
La parte destra, invece, rappresenta le vicende storiche: i tre monti all’italiana, in araldico, rappresentano i reparti che si sono distinti nella Prima Guerra Mondiale (1 Medaglia di Bronzo al Valor Militare), il tutto enfatizzato dallo sfondo d’argento che rappresenta virtù e vittoria. La banda d’azzurro, colore che negli stemmi dell’Esercito è sinonimo di valor militare, ricorda l’appartenenza alla 30ª Divisione di fanteria ‘‘Sabauda’’.

## Insegne e Simboli
Il Personale del Reparto indossa le seguenti mostrine:
- Per il personale effettivo al Comando di Reparto e alla Compagnia Comando e Supporto Logistico, rettangolare di colore bianco con righe longitudinali verdi ai lati.
- Per il personale effettivo alla 12^ Compagnia Trasmissioni, a due fiamme blu bordate di rosso, sottopannate con i colori bianco-rosso.

Il Personale del Reparto indossa il seguente basco:
- Per il personale effettivo al Comando di Reparto e alla Compagnia Comando e Supporto Logistico, fregio di Fanteria con la pulce con il numero "45".
- Per il personale effettivo alla 12^ Compagnia Trasmissioni, fregio dell'arma delle Trasmissioni, senza nessuna pulce idendificativa.

## Onorificenze

### Decorati
- Capitano Riccardo Bajardi – Col di Lana, 20 settembre 1917
- Tenente colonnello Enrico Giammarco – Fronte della Marmarica, 28 giugno - 17 settembre 1940
- Capitano Eligio Porcu – Montello, 15 - 16 giugno 1918

## Campagne di guerra
- 1860-70 (Brigantaggio)
- 1866 (Terza Guerra d'Indipendenza)
- 1870 (Presa di Roma)
- 1915-18 (Prima guerra mondiale)
- 1940-43 (Seconda guerra mondiale)
- 1943-45 (Guerra di liberazione italiana)